# انتل
انتل (انگلیسی: Entel) شرکت مخابرات بولیویایی است، که در سال ۱۹۶۵ تأسیس شد.